# Liste der Nummer-eins-Hits in Neuseeland (2005)
Dies ist eine Liste der Nummer-eins-Hits in Neuseeland im Jahr 2005. Sie basiert auf den offiziellen Single und Albums Top 40, die im Auftrag von Recorded Music NZ, dem neuseeländischen Vertreter der IFPI, ermittelt werden. Es gab in diesem Jahr 15 Nummer-eins-Singles und 22 Nummer-eins-Alben.

## Singles
| ← 2004 ← | Liste der Nummer-eins-Hits in Neuseeland | Liste der Nummer-eins-Hits in Neuseeland | Liste der Nummer-eins-Hits in Neuseeland | 2006 → |
| \| Zeitraum \| Wo. ges. \| Interpret \| Titel Autor(en) \| Zusätzliche Informationen \| \| (Zeitraum, Wochen auf Platz eins, Interpret, Titel, Autor[en], zusätzliche Informationen) \| \| \| \| \| \| ----------------------------------------------------------------------------------------- \| -------- \| --------------------------------- \| ----------------------------------------------------------------------------------------------------------------------------------------------------------------------------------------------------------------------------------------------------------------------------------- \| --------------------------------------------------------------------------------------------------------------- \| \| 27. Dezember 2004 – 23. Januar 2005 4 Wochen \| 4 \| Snoop Dogg feat. Pharrell \| Drop It Like It’s Hot Cordozar Calvin Broadus, Pharrell L. Williams, Chad Hugo \| – \| \| 24. Januar 2005 – 27. Februar 2005 5 Wochen \| 5 \| Savage \| Swing Demetrius Christian Savelio, Aaron Fabian G. Ngawhika, Nathan John Holmes, Armando Christian Pérez \| – \| \| 28. Februar 2005 – 3. April 2005 5 Wochen \| 5 \| Mario \| Let Me Love You Scott Spencer Storch, Kameron Houff, Shaffer Smith \| – \| \| 4. April 2005 – 22. Mai 2005 7 Wochen \| 7 \| Savage feat. Akon \| Moonshine Stephen M. Singer, Aliaune Thiam, Tiwatope Omolara Savage \| – \| \| 23. Mai 2005 – 12. Juni 2005 3 Wochen \| 3 \| The Black Eyed Peas \| Don’t Phunk with My Heart William Adams, Priese Prince Lamont Board, George Pajon Jr., Kalyanji V. Shah, Anandji V. Shah, Brian P. George, Curtis T. Bedeau, Gerard R. Charles, Hugh L. Clarke, Paul A. George, Lucien J. George Jr., Cleveland Bell IV, Victor May, Stacy Ferguson \| – \| \| 13. Juni 2005 – 17. Juli 2005 5 Wochen \| 5 \| Akon \| Lonely Gene Allen, Bobby Vinton \| – \| \| 18. Juli 2005 – 21. August 2005 5 Wochen (insgesamt 11) \| 11 \| Crazy Frog \| Axel F Harold Faltermeier \| – \| \| 22. August 2005 – 28. August 2005 1 Woche \| 1 \| Pussycat Dolls feat. Busta Rhymes \| Don’t Cha Thomas DeCarlo Callaway, Ray Anthony \| – \| \| 29. August 2005 – 9. Oktober 2005 6 Wochen (insgesamt 11) \| 11 \| Crazy Frog \| Axel F Harold Faltermeier \| – \| \| 10. Oktober 2005 – 16. Oktober 2005 1 Woche \| 1 \| Rihanna \| Pon de Replay Evan A. Rogers, Carl Allen Sturken, Alisha Brooks, Vada J. Nobles \| – \| \| 17. Oktober 2005 – 23. Oktober 2005 1 Woche \| 1 \| Crazy Frog \| Popcorn Gershon Kingsley \| – \| \| 24. Oktober 2005 – 6. November 2005 2 Wochen \| 2 \| Rosita Vai \| All I Ask Phillip Andrew Buckle, Richard William Gonçalves, Carmen Doreen Smith \| Die zweite Siegerin von New Zealand Idol hatte nur diesen einen einzigen Hit in den neuseeländischen Charts.[1] \| \| 7. November 2005 – 13. November 2005 1 Woche \| 1 \| Mattafix \| Big City Life Preetesh Hirji, Marlon Roudette \| – \| \| 14. November 2005 – 27. November 2005 2 Wochen \| 2 \| Kanye West feat. Jamie Foxx \| Gold Digger Kanye Omari West, Ray Charles, Renald J. Richard \| – \| \| 28. November 2005 – 4. Dezember 2005 1 Woche (insgesamt 2) \| 2 \| The Black Eyed Peas \| My Humps David Payton, William Adams \| – \| \| 5. Dezember 2005 – 1. Januar 2006 4 Wochen \| 4 \| Crazy Frog \| Jingle Bells / Last Christmas James Lord Pierpont / George Michael \| – \| |                                          |                                          | | |
| ← 2004 |                                          |                                          | | → 2006 → |
| Zeitraum | Wo. ges.                                 | Interpret                                | Titel Autor(en) | Zusätzliche Informationen                                                                                    |
| (Zeitraum, Wochen auf Platz eins, Interpret, Titel, Autor[en], zusätzliche Informationen) |                                          |                                          | | |
| 27. Dezember 2004 – 23. Januar 2005 4 Wochen | 4                                        | Snoop Dogg feat. Pharrell                | Drop It Like It’s Hot Cordozar Calvin Broadus, Pharrell L. Williams, Chad Hugo | – |
| 24. Januar 2005 – 27. Februar 2005 5 Wochen | 5                                        | Savage                                   | Swing Demetrius Christian Savelio, Aaron Fabian G. Ngawhika, Nathan John Holmes, Armando Christian Pérez | – |
| 28. Februar 2005 – 3. April 2005 5 Wochen | 5                                        | Mario                                    | Let Me Love You Scott Spencer Storch, Kameron Houff, Shaffer Smith | – |
| 4. April 2005 – 22. Mai 2005 7 Wochen | 7                                        | Savage feat. Akon                        | Moonshine Stephen M. Singer, Aliaune Thiam, Tiwatope Omolara Savage | – |
| 23. Mai 2005 – 12. Juni 2005 3 Wochen | 3                                        | The Black Eyed Peas                      | Don’t Phunk with My Heart William Adams, Priese Prince Lamont Board, George Pajon Jr., Kalyanji V. Shah, Anandji V. Shah, Brian P. George, Curtis T. Bedeau, Gerard R. Charles, Hugh L. Clarke, Paul A. George, Lucien J. George Jr., Cleveland Bell IV, Victor May, Stacy Ferguson | – |
| 13. Juni 2005 – 17. Juli 2005 5 Wochen | 5                                        | Akon                                     | Lonely Gene Allen, Bobby Vinton | – |
| 18. Juli 2005 – 21. August 2005 5 Wochen (insgesamt 11) | 11                                       | Crazy Frog                               | Axel F Harold Faltermeier | – |
| 22. August 2005 – 28. August 2005 1 Woche | 1                                        | Pussycat Dolls feat. Busta Rhymes        | Don’t Cha Thomas DeCarlo Callaway, Ray Anthony | – |
| 29. August 2005 – 9. Oktober 2005 6 Wochen (insgesamt 11) | 11                                       | Crazy Frog                               | Axel F Harold Faltermeier | – |
| 10. Oktober 2005 – 16. Oktober 2005 1 Woche | 1                                        | Rihanna                                  | Pon de Replay Evan A. Rogers, Carl Allen Sturken, Alisha Brooks, Vada J. Nobles | – |
| 17. Oktober 2005 – 23. Oktober 2005 1 Woche | 1                                        | Crazy Frog                               | Popcorn Gershon Kingsley | – |
| 24. Oktober 2005 – 6. November 2005 2 Wochen | 2                                        | Rosita Vai                               | All I Ask Phillip Andrew Buckle, Richard William Gonçalves, Carmen Doreen Smith | Die zweite Siegerin von New Zealand Idol hatte nur diesen einen einzigen Hit in den neuseeländischen Charts. |
| 7. November 2005 – 13. November 2005 1 Woche | 1                                        | Mattafix                                 | Big City Life Preetesh Hirji, Marlon Roudette | – |
| 14. November 2005 – 27. November 2005 2 Wochen | 2                                        | Kanye West feat. Jamie Foxx              | Gold Digger Kanye Omari West, Ray Charles, Renald J. Richard | – |
| 28. November 2005 – 4. Dezember 2005 1 Woche (insgesamt 2) | 2                                        | The Black Eyed Peas                      | My Humps David Payton, William Adams | – |
| 5. Dezember 2005 – 1. Januar 2006 4 Wochen | 4                                        | Crazy Frog                               | Jingle Bells / Last Christmas James Lord Pierpont / George Michael | – |

## Alben
| ← 2004 ← | Liste der Nummer-eins-Hits in Neuseeland | Liste der Nummer-eins-Hits in Neuseeland | Liste der Nummer-eins-Hits in Neuseeland | 2006 →                    |
| \| Zeitraum \| Wo. ges. \| Interpret \| Titel \| Zusätzliche Informationen \| \| (Zeitraum, Wochen auf Platz eins, Interpret, Titel, zusätzliche Informationen) \| \| \| \| \| \| ------------------------------------------------------------------------------ \| -------- \| ------------------- \| ------------------------ \| ------------------------- \| \| 20. Dezember 2004 – 9. Januar 2005 3 Wochen (insgesamt 4) \| 4 \| Eminem \| Encore \| – \| \| 10. Januar 2005 – 23. Januar 2005 2 Wochen \| 2 \| Live \| Awake – The Best of Live \| – \| \| 24. Januar 2005 – 6. März 2005 6 Wochen \| 6 \| Maroon 5 \| Songs About Jane \| – \| \| 7. März 2005 – 13. März 2005 1 Woche (insgesamt 8) \| 8 \| Jack Johnson \| In Between Dreams \| – \| \| 14. März 2005 – 20. März 2005 1 Woche \| 1 \| 50 Cent \| The Massacre \| – \| \| 21. März 2005 – 8. Mai 2005 7 Wochen (insgesamt 8) \| 8 \| Jack Johnson \| In Between Dreams \| – \| \| 9. Mai 2005 – 22. Mai 2005 2 Wochen (insgesamt 3) \| 3 \| Fat Freddy’s Drop \| Based on a True Story \| – \| \| 23. Mai 2005 – 29. Mai 2005 1 Woche \| 1 \| System of a Down \| Mezmerize \| – \| \| 30. Mai 2005 – 5. Juni 2005 1 Woche \| 1 \| Audioslave \| Out of Exile \| – \| \| 6. Juni 2005 – 12. Juni 2005 1 Woche \| 1 \| The Black Eyed Peas \| Monkey Business \| – \| \| 13. Juni 2005 – 19. Juni 2005 1 Woche \| 1 \| Coldplay \| X & Y \| – \| \| 20. Juni 2005 – 10. Juli 2005 3 Wochen \| 3 \| Foo Fighters \| In Your Honor \| – \| \| 11. Juli 2005 – 7. August 2005 4 Wochen \| 4 \| The Offspring \| Greatest Hits \| – \| \| 8. August 2005 – 14. August 2005 1 Woche \| 1 \| Amici Forever \| Defined \| – \| \| 15. August 2005 – 28. August 2005 2 Wochen \| 2 \| Hayley Westenra \| Odyssey \| – \| \| 29. August 2005 – 2. Oktober 2005 5 Wochen (insgesamt 6) \| 6 \| James Blunt \| Back to Bedlam \| – \| \| 3. Oktober 2005 – 16. Oktober 2005 2 Wochen (insgesamt 3) \| 3 \| Crazy Frog \| Crazy Hits \| – \| \| 17. Oktober 2005 – 23. Oktober 2005 1 Woche \| 1 \| Disturbed \| Ten Thousand Fists \| – \| \| 24. Oktober 2005 – 30. Oktober 2005 1 Woche (insgesamt 3) \| 3 \| Crazy Frog \| Crazy Hits \| – \| \| 31. Oktober 2005 – 6. November 2005 1 Woche \| 1 \| Robbie Williams \| Intensive Care \| – \| \| 7. November 2005 – 13. November 2005 1 Woche (insgesamt 6) \| 6 \| James Blunt \| Back to Bedlam \| – \| \| 14. November 2005 – 20. November 2005 1 Woche \| 1 \| Il Divo \| Ancora \| – \| \| 21. November 2005 – 27. November 2005 1 Woche (insgesamt 3) \| 3 \| Fat Freddy’s Drop \| Based on a True Story \| – \| \| 28. November 2005 – 4. Dezember 2005 1 Woche \| 1 \| System of a Down \| Hypnotize \| – \| \| 5. Dezember 2005 – 11. Dezember 2005 1 Woche \| 1 \| Bic Runga \| Birds \| – \| \| 12. Dezember 2005 – 8. Januar 2006 4 Wochen \| 4 \| Eminem \| Curtain Call: The Hits \| – \| |                                          |                                          |                                          |                           |
| ← 2004 |                                          |                                          |                                          | → 2006 →                  |
| Zeitraum | Wo. ges.                                 | Interpret                                | Titel                                    | Zusätzliche Informationen |
| (Zeitraum, Wochen auf Platz eins, Interpret, Titel, zusätzliche Informationen) |                                          |                                          |                                          |                           |
| 20. Dezember 2004 – 9. Januar 2005 3 Wochen (insgesamt 4) | 4                                        | Eminem                                   | Encore                                   | –                         |
| 10. Januar 2005 – 23. Januar 2005 2 Wochen | 2                                        | Live                                     | Awake – The Best of Live                 | –                         |
| 24. Januar 2005 – 6. März 2005 6 Wochen | 6                                        | Maroon 5                                 | Songs About Jane                         | –                         |
| 7. März 2005 – 13. März 2005 1 Woche (insgesamt 8) | 8                                        | Jack Johnson                             | In Between Dreams                        | –                         |
| 14. März 2005 – 20. März 2005 1 Woche | 1                                        | 50 Cent                                  | The Massacre                             | –                         |
| 21. März 2005 – 8. Mai 2005 7 Wochen (insgesamt 8) | 8                                        | Jack Johnson                             | In Between Dreams                        | –                         |
| 9. Mai 2005 – 22. Mai 2005 2 Wochen (insgesamt 3) | 3                                        | Fat Freddy’s Drop                        | Based on a True Story                    | –                         |
| 23. Mai 2005 – 29. Mai 2005 1 Woche | 1                                        | System of a Down                         | Mezmerize                                | –                         |
| 30. Mai 2005 – 5. Juni 2005 1 Woche | 1                                        | Audioslave                               | Out of Exile                             | –                         |
| 6. Juni 2005 – 12. Juni 2005 1 Woche | 1                                        | The Black Eyed Peas                      | Monkey Business                          | –                         |
| 13. Juni 2005 – 19. Juni 2005 1 Woche | 1                                        | Coldplay                                 | X & Y                                    | –                         |
| 20. Juni 2005 – 10. Juli 2005 3 Wochen | 3                                        | Foo Fighters                             | In Your Honor                            | –                         |
| 11. Juli 2005 – 7. August 2005 4 Wochen | 4                                        | The Offspring                            | Greatest Hits                            | –                         |
| 8. August 2005 – 14. August 2005 1 Woche | 1                                        | Amici Forever                            | Defined                                  | –                         |
| 15. August 2005 – 28. August 2005 2 Wochen | 2                                        | Hayley Westenra                          | Odyssey                                  | –                         |
| 29. August 2005 – 2. Oktober 2005 5 Wochen (insgesamt 6) | 6                                        | James Blunt                              | Back to Bedlam                           | –                         |
| 3. Oktober 2005 – 16. Oktober 2005 2 Wochen (insgesamt 3) | 3                                        | Crazy Frog                               | Crazy Hits                               | –                         |
| 17. Oktober 2005 – 23. Oktober 2005 1 Woche | 1                                        | Disturbed                                | Ten Thousand Fists                       | –                         |
| 24. Oktober 2005 – 30. Oktober 2005 1 Woche (insgesamt 3) | 3                                        | Crazy Frog                               | Crazy Hits                               | –                         |
| 31. Oktober 2005 – 6. November 2005 1 Woche | 1                                        | Robbie Williams                          | Intensive Care                           | –                         |
| 7. November 2005 – 13. November 2005 1 Woche (insgesamt 6) | 6                                        | James Blunt                              | Back to Bedlam                           | –                         |
| 14. November 2005 – 20. November 2005 1 Woche | 1                                        | Il Divo                                  | Ancora                                   | –                         |
| 21. November 2005 – 27. November 2005 1 Woche (insgesamt 3) | 3                                        | Fat Freddy’s Drop                        | Based on a True Story                    | –                         |
| 28. November 2005 – 4. Dezember 2005 1 Woche | 1                                        | System of a Down                         | Hypnotize                                | –                         |
| 5. Dezember 2005 – 11. Dezember 2005 1 Woche | 1                                        | Bic Runga                                | Birds                                    | –                         |
| 12. Dezember 2005 – 8. Januar 2006 4 Wochen | 4                                        | Eminem                                   | Curtain Call: The Hits                   | –                         |

## Jahreshitparaden
| ← 2004 ← | Liste der Nummer-eins-Hits in Neuseeland | Liste der Nummer-eins-Hits in Neuseeland | Liste der Nummer-eins-Hits in Neuseeland | 2006 →   |
| \| Singles \| Position# \| Alben \| \| ------------------------------------------------------------------------------------------------------------------------------------------------------------------------------------------------------------------------------------------------------------------------------------------------------- \| --------- \| --------------------------------------- \| \| Axel F Crazy Frog Harold Faltermeier \| 1 \| Back to Bedlam James Blunt \| \| Schnappi Schnappi, das kleine Krokodil Musik: Iris Gruttmann; Text: Rosita Blissenbach, Iris Gruttmann \| 2 \| Based on a True Story Fat Freddy’s Drop \| \| Moonshine Savage feat. Akon Stephen M. Singer, Aliaune Thiam, Tiwatope Omolara Savage \| 3 \| X & Y Coldplay \| \| Popcorn Crazy Frog Gershon Kingsley \| 4 \| In Between Dreams Jack Johnson \| \| Don’t Cha Pussycat Dolls Thomas DeCarlo Callaway, Ray Anthony \| 5 \| Monkey Business The Black Eyed Peas \| \| Let Me Love You Mario Scott Spencer Storch, Kameron Houff, Shaffer Smith \| 6 \| In Your Honor Foo Fighters \| \| Don’t Phunk with My Heart The Black Eyed Peas William Adams, Priese Prince Lamont Board, George Pajon Jr., Kalyanji V. Shah, Anandji V. Shah, Brian P. George, Curtis T. Bedeau, Gerard R. Charles, Hugh L. Clarke, Paul A. George, Lucien J. George Jr., Cleveland Bell IV, Victor May, Stacy Ferguson \| 7 \| Curtain Call: The Hits Eminem \| \| Switch Will Smith Willard C. Smith, Lennie de Juan Bennett, Kwamé B. Holland \| 8 \| Odyssey Hayley Westenra \| \| Swing Savage Demetrius Christian Savelio, Aaron Fabian G. Ngawhika, Nathan John Holmes, Armando Christian Pérez \| 9 \| Breakaway Kelly Clarkson \| \| Jingle Bells / Last Christmas Crazy Frog James Lord Pierpont / George Michael \| 10 \| Crazy Hits Crazy Frog \| |                                          |                                          |                                          |          |
| ← 2004 |                                          |                                          |                                          | → 2006 → |
| Singles | Position#                                | Alben                                    |                                          |          |
| Axel F Crazy Frog Harold Faltermeier | 1                                        | Back to Bedlam James Blunt               |                                          |          |
| Schnappi Schnappi, das kleine Krokodil Musik: Iris Gruttmann; Text: Rosita Blissenbach, Iris Gruttmann | 2                                        | Based on a True Story Fat Freddy’s Drop  |                                          |          |
| Moonshine Savage feat. Akon Stephen M. Singer, Aliaune Thiam, Tiwatope Omolara Savage | 3                                        | X & Y Coldplay                           |                                          |          |
| Popcorn Crazy Frog Gershon Kingsley | 4                                        | In Between Dreams Jack Johnson           |                                          |          |
| Don’t Cha Pussycat Dolls Thomas DeCarlo Callaway, Ray Anthony | 5                                        | Monkey Business The Black Eyed Peas      |                                          |          |
| Let Me Love You Mario Scott Spencer Storch, Kameron Houff, Shaffer Smith | 6                                        | In Your Honor Foo Fighters               |                                          |          |
| Don’t Phunk with My Heart The Black Eyed Peas William Adams, Priese Prince Lamont Board, George Pajon Jr., Kalyanji V. Shah, Anandji V. Shah, Brian P. George, Curtis T. Bedeau, Gerard R. Charles, Hugh L. Clarke, Paul A. George, Lucien J. George Jr., Cleveland Bell IV, Victor May, Stacy Ferguson | 7                                        | Curtain Call: The Hits Eminem            |                                          |          |
| Switch Will Smith Willard C. Smith, Lennie de Juan Bennett, Kwamé B. Holland | 8                                        | Odyssey Hayley Westenra                  |                                          |          |
| Swing Savage Demetrius Christian Savelio, Aaron Fabian G. Ngawhika, Nathan John Holmes, Armando Christian Pérez | 9                                        | Breakaway Kelly Clarkson                 |                                          |          |
| Jingle Bells / Last Christmas Crazy Frog James Lord Pierpont / George Michael | 10                                       | Crazy Hits Crazy Frog                    |                                          |          |